# Stephen Krauss
Stephen Krauss (* 22. Juni 1902 in Budapest in Ungarn; † 5. Januar 1973 in Reading im Vereinigten Königreich) war ein österreichischer Psychiater.

## Leben
Der Sohn des Gelehrten Samuel Krauss lebte ab 1906 in Wien. 1926 erwarb er den Dr. phil. (Das Farbensehen in bunter Beleuchtung und die Farbenkonstanz der Sehdinge) bei Karl Bühler an der Universität Wien. Er war von 1926 bis 1933 Assistent und Forscher im Bereich Psychiatrie u. a. an der Universität Heidelberg, Freiburg, Gießen und der Universitätsklinikum Frankfurt. Er emigrierte 1933 in die Schweiz. Nach der Promotion 1934 zum Dr. med. (Persönlichkeitsveränderungen nach Chorea minor) in Basel bei John E. Staehelin emigrierte er 1934 nach Palästina, wo er Forscher und Lehrer an der Hebräischen Universität Jerusalem war. Er emigrierte 1939 ins Vereinigte Königreich. Er erwarb 1948 den M.S. in Physiologie. Von 1949 bis 1973 war er Psychiater an verschiedenen Krankenhäusern.
Seine Forschungsschwerpunkte waren mentale Störungen als Spätfolgen von Gehirnverletzungen.

## Schriften (Auswahl)
- Der seelische Konflikt. Psychologie und existentiale Bedeutung. Stuttgart 1933, OCLC 39989441.
- Hg.: Encyclopaedic handbook of medical psychology. London 1976, ISBN 0-407-00044-5.